# France Truc
 (juillet 2025).
Motif : Insuffisance en matière de sources secondaires requises, notamment sur une période supérieure à deux ans. Cf WP:CAA 
- Archive Wikiwix
- Bing
- Cairn
- DuckDuckGo
- E. Universalis
- Gallica
- Google
- G. Books
- G. News
- G. Scholar
- Persée
- Qwant
- (zh) Baidu
- (ru) Yandex
- (wd) trouver des œuvres sur Wikidata

| 1. | Préciser le motif de la pose du bandeau. | Précisez le motif de la pose du bandeau en utilisant la syntaxe suivante : {{admissibilité à vérifier\|date=août 2025\|motif=remplacez ce texte par le motif}}                   |
| 2. | Informer les utilisateurs concernés.     | Pensez à avertir le créateur de l'article, par exemple, en insérant le code ci-dessous sur sa page de discussion : {{subst:avertissement admissibilité à vérifier\|France Truc}} |

 (juillet 2017).
Si vous disposez d'ouvrages ou d'articles de référence ou si vous connaissez des sites web de qualité traitant du thème abordé ici, merci de compléter l'article en donnant les références utiles à sa vérifiabilité et en les liant à la section « Notes et références ».
 (juillet 2022).
Améliorez-le ou discutez des points à vérifier. 
France Truc, également stylisé France TRUC, est une émission de télévision française pour la jeunesse diffusée sur France 3 du 30 août 2004 au 30 juin 2006. Elle vient en replacement de TO3 avant d'être remplacée elle-même par Toowam et destinée principalement de 6 à 11 ans.

## Présentation
Semblable à son prédécesseur, TO3, les trois personnages étaient basés sur l'infographie,,,.
Dans un studio d'animation, animation Normaal (société de coproduction avec France Télévisions) a créé des graphiques pour le spectacle avec Macromedia Flash MX (maintenant Adobe Animate) et Adobe After Effects. :
- Truque : Une figure sans membre rose et blanche à l'extérieur et un écran vert à l'intérieur. C'est une personne unique par son humour, son intelligence et sa créativité.
- Truc :  Une demi-teinte bleue à deux bras avec des cheveux hérissés. Il est ingénieux et téméraire, ce qui fait de lui le leader du groupe.
- Truk : Un écran borgne rouge et jaune-orange, à trois pattes avec deux haut-parleurs en guise de bouche. Un chien robotique promenable avec Truc et Truque. Dans le groupe, c'est la bête fantastique.

## Distribution
- Lore Bargès (saison 1) puis Alexandra David (saison 2) : Truque
- Alain Lardeux (Boochon) : Truc et Truk
- Alex Taylor : présentation (saison 1)

## Histoire
Cette section ne s'appuie pas, ou pas assez, sur des sources secondaires ou tertiaires indépendantes du sujet. Le texte peut contenir des analyses inexactes ou inédites de sources primaires.
Pour l'améliorer, ajoutez-en, ou placez des modèles {{Source secondaire souhaitée}} ou {{Source secondaire nécessaire}} sur les passages mal sourcés. (janvier 2024)
France Truc a été lancée le 30 août 2004 en remplacement de T O 3.
Lore Bargès et Alex Taylor ont quitté l'émission après qu'Alexandra David ait remplacé la voix de Truque lors de la deuxième saison.
En 2005, Julien Borde rejoint France Télévisions, pour diriger l'unité des programmes jeunesse de France 3.[réf. nécessaire]
France Truc n'a pas réussi à avoir beaucoup de succès. Après avoir été dévoilé pendant près d'un an et quart, Toowam a été officiellement dévoilé le 1er juillet 2006.

## Diffusion
L'émission a été diffusée le matin à 7h00 et l'après-midi à 16h30. En semaine matin et week-end, et du lundi au vendredi.

### Slogans
- Du 30 août 2004 à septembre 2005 : « Le bon temps c'est sur France Truc. »
- De septembre 2005 au 30 juin 2006 : « Sur France Truc, l'avenir c'est cool ! »